# Dermatofito

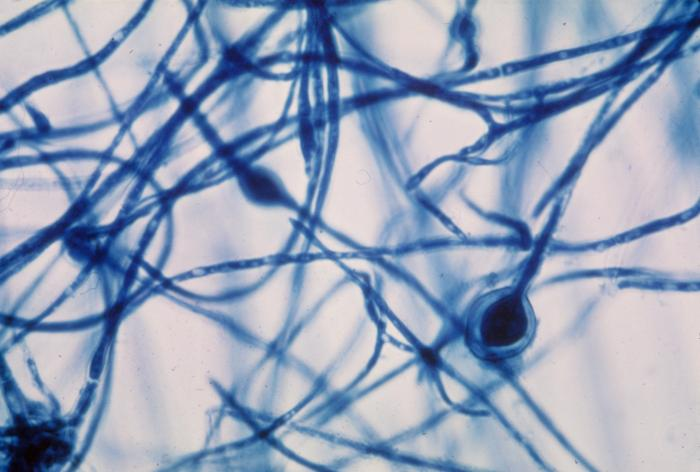
Clamidosporas del hongo Microsporum audouinii, un dermatofito

Los dermatofitos (del griego dermatos, piel y el sufijo phyto, vegetal) son hongos hialinos que parasitan el tejido queratinizado. Estos hongos son queratinofílicos (muestran afinidad hacia la queratina) y queratinolíticos (metabolizan la queratina), lo que significa que pueden parasitar la piel, pelo y uñas en humanos y animales. Se cree que sus ancestros provienen de la era Paleozoica.
La denominación dermatofitos no tiene que ver con una clasificación taxonómica oficial. En 1934, Chester W. Emmons agrupó a tres géneros de hongos como dermatofitos: Trichophyton, Microsporum y Epidermophyton, y esa clasificación es la que se sigue usando en la actualidad.

## Clasificación
Los dermatofitos se dividen en tres géneros que se distinguen por las características de sus macroconidios en el género Trichophyton, el género Microsporum y el género Epidermophyton. Antes se consideraba al género Achorion como un dermatofito, pero en 1930 fue eliminado de la clasificación.
Los hongos del género Trichophyton tienen macroconidios alargados cuya porción distal es redondeada y presentan una pared delgada y lisa. Miden de 8 a 50 mcm y tienen entre 4 y 6 septos.
Los hongos del género Microsporum tienen macroconidios fusiformes y presentan una pared gruesa y rugosa con hoyuelos o prominencias que semejan equínulas (tubérculos). Miden de 8 a 15 mcm y suelen tener entre 5 y 15 septos.
Los hongos del género Epidermophyton tienen forma de mazo o basto y son redondeados en su polo distal. Tienen la característica de nacer solos o en racimos y presentan pared gruesa y lisa.

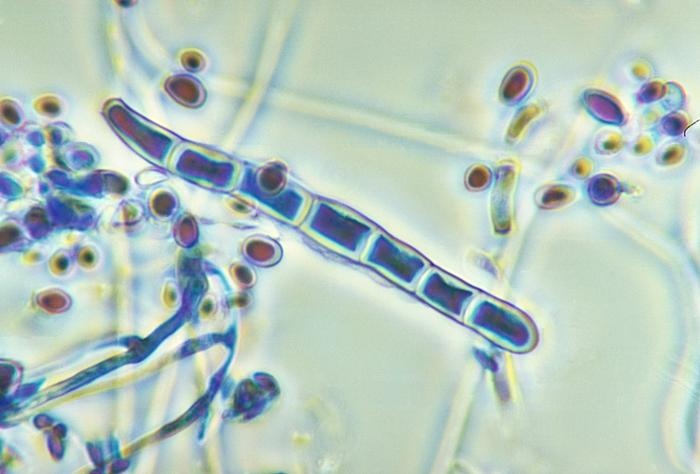
Macroconidios de T. rubrum
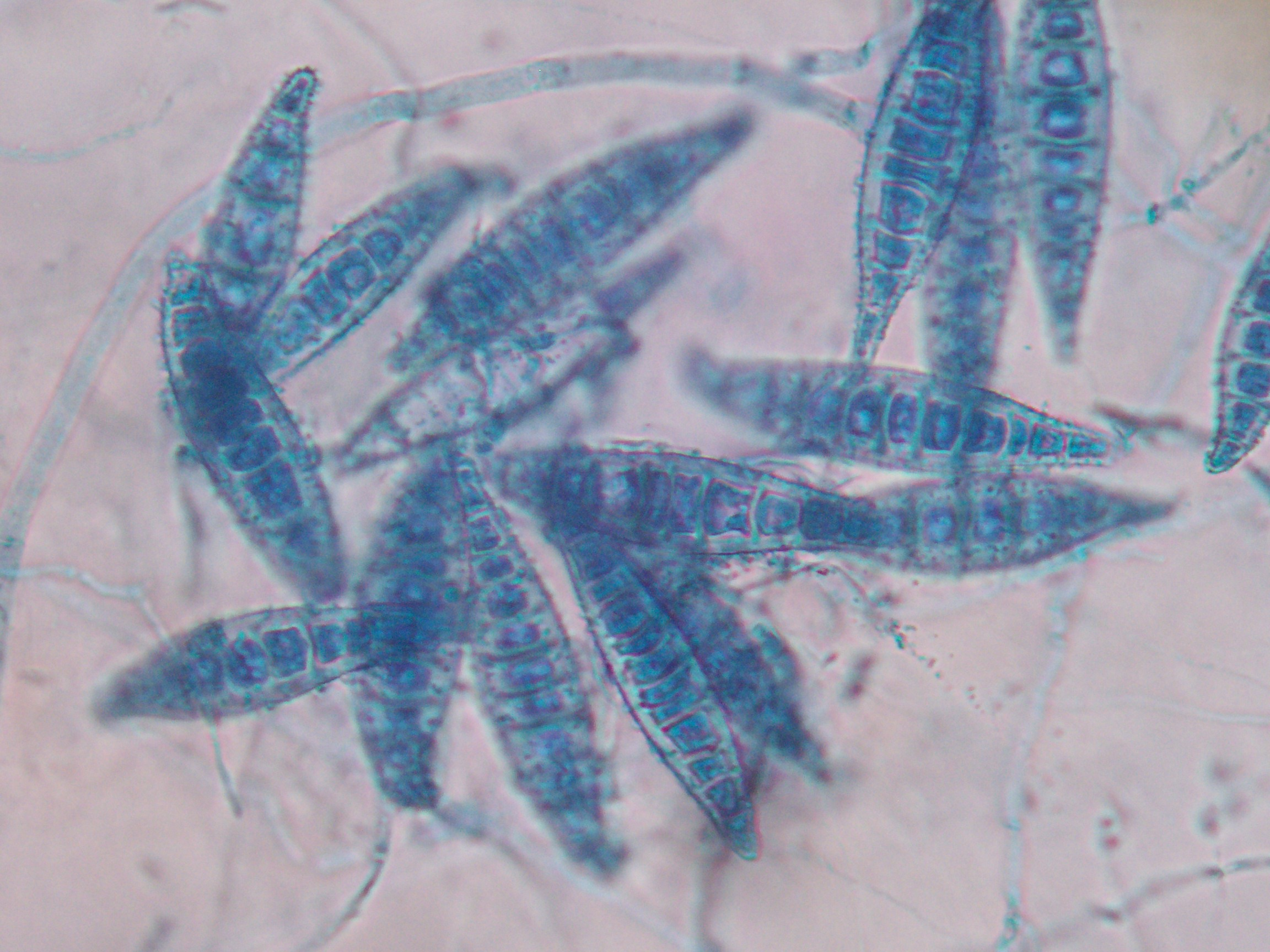
Macroconidios de M. canis
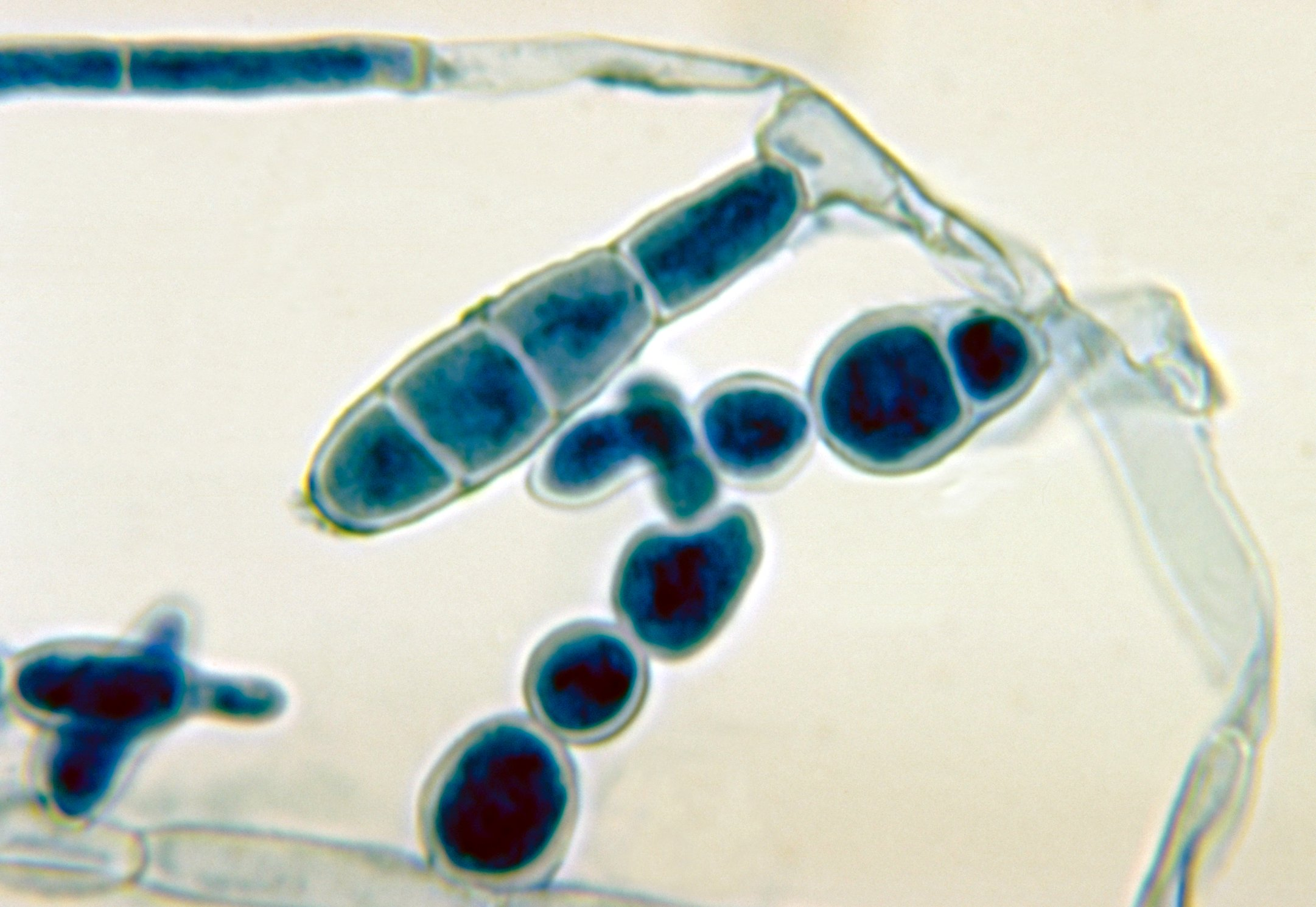
Macroconidios de E.floccossum

## Ecología
Los dermatofitos se dividen en tres grupos de acuerdo a su preferencia por un ambiente, se cree que la especificidad por un hospedero animal se debe a las diferencias de queratina.

### Dermatofitos antropofílicos
Los dermatofitos antropofílicos, como su nombre indica, tienen preferencia por el tejido humano. Se cree que evolucionaron de hongos zoofílicos que perdieron la afinidad por la queratina animal. Son hongos con una alta simplificación morfológica, es decir, disminuyeron su producción de conidios con pérdida de la reproducción sexual. Entre los dermatofitos antropofílicos encontramos a Trichophyton rubrum, causante de pie de atleta y dermatofitosis crónicas.
Los dermatofitos antropofílicos pueden ser transmitidos de manera directa (a través de contacto con lesiones activas en otro individuo) o indirecta (por peines, calcetines, ropa, toallas, etc.). Entre las especies más representativas encontramos a T. rubrum, T. Violaceum, T. schoenleini, T. mentagrophytes (interdigitale), T. concentricum, M. audouinii y E. floccosum.

### Dermatofitos zoofílicos
Este tipo de dermatofitos coloniza a mamíferos y aves. Raramente se desarrollan como saprofitos, pero pueden sobrevivir en un estado de latencia sobre el material contaminado. Cuando el humano es infectado por este tipo de hongos desarrolla una respuesta inmunitaria mayor. M. canis infecta perros y gatos ocasionando que las partículas infectantes se depositen en el ambiente doméstico provocando infecciones familiares. Los dermatofitos zoofílicos de importancia médica son: M. canis, T. mentagrophytes (mentagrophytes), T. verrucosum, T. equinum y T. gallinae.

### Dermatofitos geofílicos
Los dermatofitos geofílicos son un grupo de dermatofitos que viven en el suelo y tienen la habilidad de colonizar sustratos con queratina, por ejemplo, pelos, plumas, escamas de piel y uñas. Al ser un ambiente no favorable para estas especies su sobrevida está mermada por agentes bióticos (pH, nutrientes, humedad y sales) y abióticos (temperatura, luz, clima, altitud). Este grupo de dermatofitos tienen una alta producción de conidios y puede reproducirse sexualmente. Algunas especies relevantes son: M. gypseum, M. fluvium y T. terrestre.

## Especies

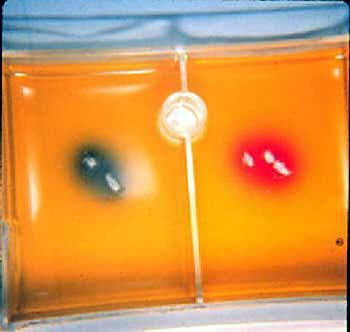
Prueba de aglutinación para identificar a M. canis

Los dermatofitos están incluidos en tres géneros:
- Microsporum

Microsporum canis
Microsporum gypseum
Microsporum audouinii
Microsporum ferrugineum
- Trichophyton

Trichophyton rubrum
Trichophyton tonsurans
Trichophyton interdigitale
Trichophyton mentagrophytes
Trichophyton violaceum
Trichophyton verrucosum
- Epidermophyton

Epidermophyton floccosum
Los tres tienen una característica fisiológica común y que comparten con alguna otra especie de hongos saprofitos: utilizan la queratina presente en la piel, los pelos y las uñas. La diferenciación de estos géneros no es suficiente por las características clínicas de la lesión, sino que requiere el cultivo en medios adecuados. La mayoría de ellos crecen con facilidad en los medios de cultivo de los laboratorios.

## Identificación
La identificación de las especies de dermatofitos se basa en la morfología macroscópica y microscópica de las colonias. Las características macroscópicas pueden dar una idea del género y especie que busca identificarse. En la identificación se incluye el aspecto y color de la colonia, velocidad de crecimiento y estructuras microscópicas como macroconidios, microconidios, clamidoconidios, hifas en espiral o raqueta, cuerpos nodulares y pectinadas.
Suelen usarse medios de cultivo en aquellas colonias de dermatofitos que no presenten estructuras que permitan identificarlas. Entre los medios de cultivo usados para producir la esporulación se encuentran el agar lactimel, agar avena y el agar papa dextrosa. El agar papa dextrosa es de utilidad para evidenciar la formación de pigmento rojizo producido por T. rubrum y diferenciarlo de T. mentagrophytes. Otra manera de diferenciar a estos dos agentes es la prueba de perforación de pelo in vitro. Los medios hipertónicos también pueden ser útiles, ya que promueven la formación de macroconidios.

## Importancia clínica

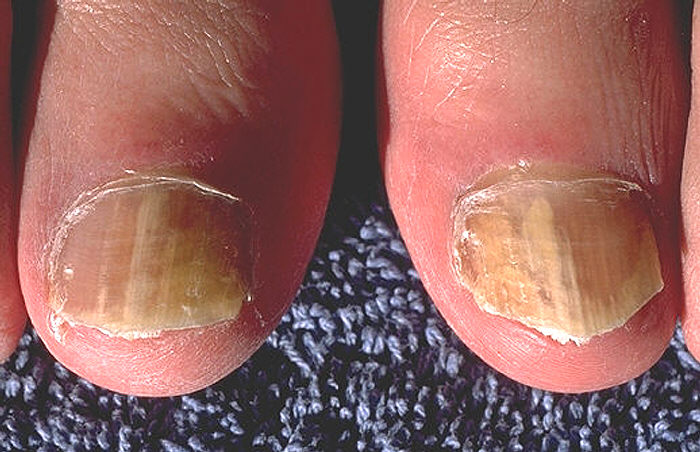
Onicomicosis causada por T. rubrum

Los dermatofitos pueden causar micosis superficiales en el humano y los animales. Clínicamente, las infecciones por tiña se clasifican de acuerdo con la región del cuerpo afectada:
- Tinea capitis es la infección del cuero cabelludo.
- Tinea corporis es la infección del tronco y extremidades.
- Tinea cruris (tiña crural) es la afección en la ingle.
- Tinea manuum es la infección de las palmas y región interdigital.
- Tinea pedis (o "pie de atleta") afecta principalmente a los pies en las plantas de los mismos y las zonas interdigitales.
- Tinea barbae es la infección de la barba y del área del cuello.
- Tinea faciale es la infección de la cara.
- Tinea unguiüm (una forma de onicomicosis) es la infección de la uñas.

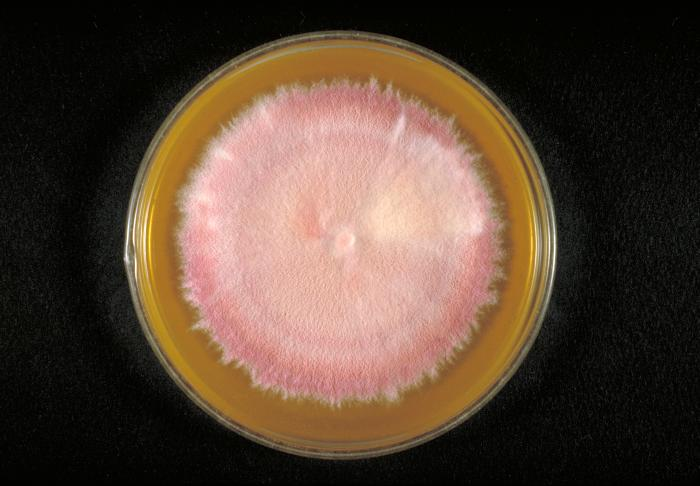
Cultivo de Trichophyton terrestre fungus.

Los dermatofitos se pueden mantener viables durante años en objetos que contengan restos de grano de cereal, cabello desprendido, escamas córneas, restos de plumas, paja, etc. Protegidos de la desecación pueden vivir en suelos de madera de aseos, vestuarios, alfombras y esterillas durante un tiempo considerable. Si entran en contacto con un huésped adecuado pueden volver a establecerse sobre el individuo y dar lugar a una infección. El contagio puede tener lugar desde animales mamíferos (en el entorno habitual gatos, perros, conejos, caballos, vacas), desde otras personas infectadas (en piscinas, duchas públicas, compartiendo toallas o ropa) o desde el suelo.